# Lauffen
Pour les articles ayant des titres homophones, voir Laufen.

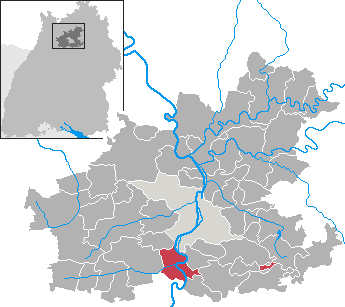
Localisation de Lauffen am Neckar dans l'arrondissement de Heilbronn.

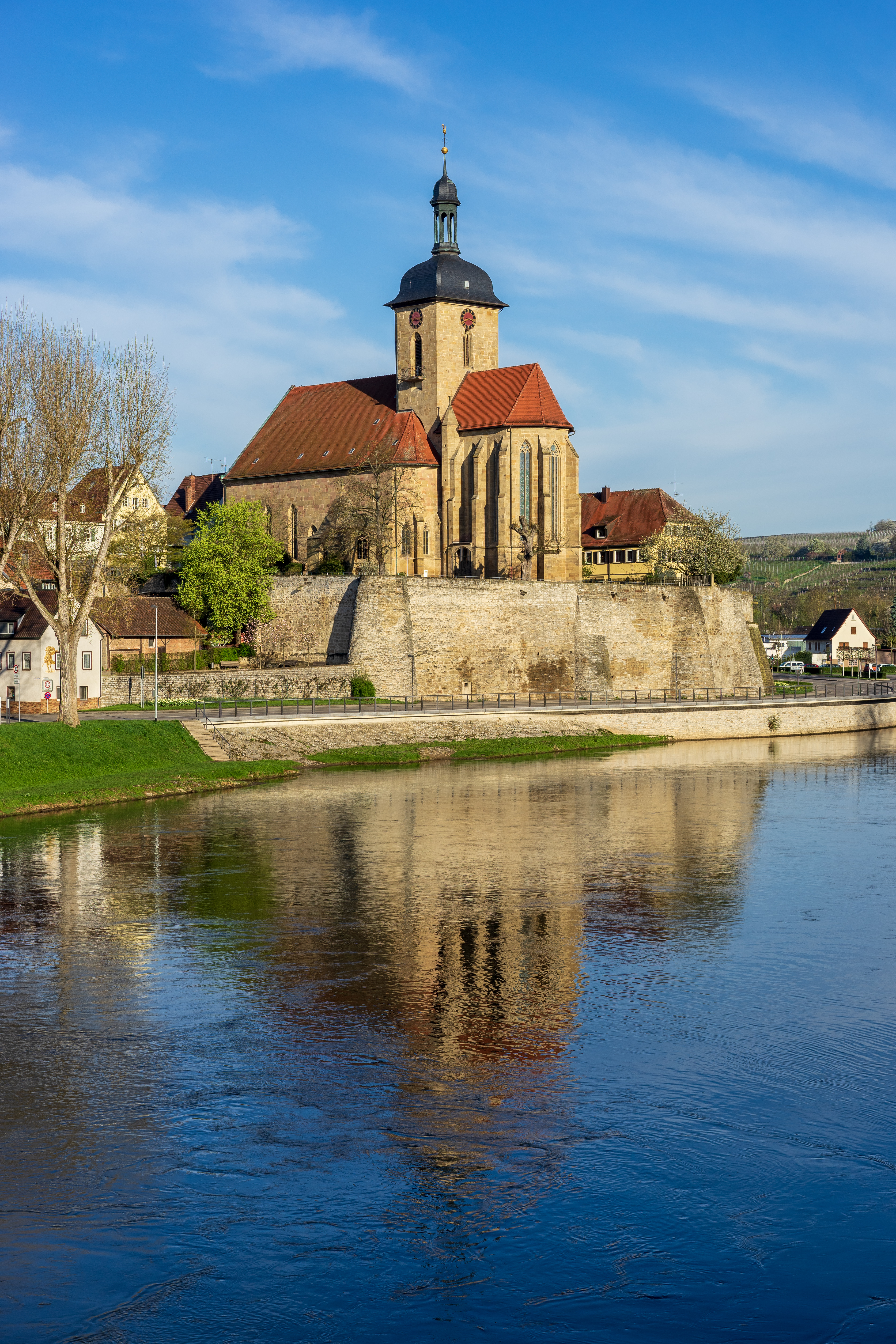
L'église Saint Regiswindis à Lauffen, toute proche de la rivière Neckar, vue depuis le vieux pont. Avril 2018.

Lauffen am Neckar  est une ville de Bade-Wurtemberg (Allemagne), située dans l'arrondissement de Heilbronn, dans la région de Heilbronn-Franconie et le district de Stuttgart. Elle est située sur la rivière Neckar, à 9 km au sud-ouest de Heilbronn.

## Administration
Les localités de Lauffen-Stadt (ville) et Lauffen-Dorf (village) ont été regroupées le 1er avril 1914 afin de créer la nouvelle commune de Lauffen am Neckar. Les fermes de la périphérie Landturm, une ancienne maison des douanes sur l'ex-Wurtemberg frontière, font partie de la ville.

Panorama de la ville de Lauffen.

## Histoire
En 1770 y naît le poète Friedrich Hölderlin.

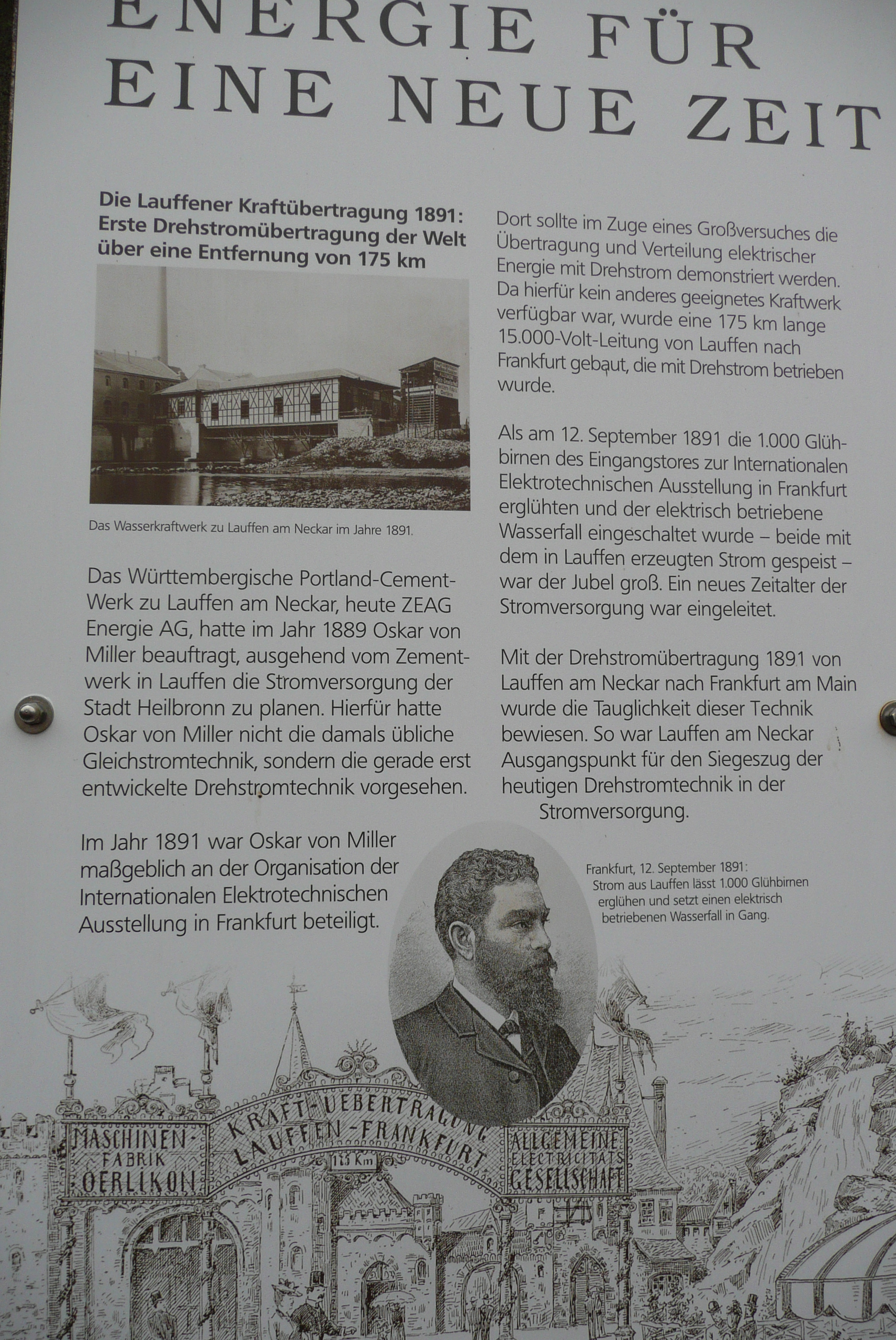
1891, panneau explicatif et commémoratif de 2007.

Lauffen am Neckar est le berceau de la transmission de puissance à distance en courant alternatif. Mikhaïl Dolivo-Dobrovolski et Oskar von Miller ont construit une ligne tri-phasée de 15 000 volts, inaugurée le 24 août 1891, pour alimenter les lampes de l'exposition du salon international de l'électricité de 1891 à Francfort, sur une distance de 175 km. Un alternateur triphasé de marque Oerlikon avait été installé dans la cimenterie.

## Jumelages
- Meuselwitz (Allemagne) dans l'arrondissement du Pays-d'Altenbourg en Thuringe
- La Ferté-Bernard (France) dans la Sarthe